# Passage de l'Ancre
Passage de l'Ancre je ulice v Paříži v historické čtvrti Marais. Nachází se ve 3. obvodu.

## Poloha
Ulice vede od domu č. 221 na Rue Saint-Martin, zde navazuje na Rue Chapon a končí u domu č. 30 na Rue de Turbigo, odkud dále na západ pokračuje Passage du Bourg-l'Abbé (ta se nachází již ve 2. obvodu).

## Historie
Její název (pasáž u kotvy) odkazuje na vývěsní štít bývalého hostince. Původně se nazývala Passage de l'Ancre Royale. Během Francouzské revoluce se v letech 1792–1805 nazývala Passage de l'Ancre Nationale.
V roce 1942 byli všichni obyvatelé ulice zatčeni a deportováni na Zimní velodrom.
V 1998 byla pasáž otevřena pro veřejnost.